# Ернст Оцвирк
Ернст „Оси“ Оцвирк (на немски: Ernst 'Ossi' Ocwirk) (7 март 1926, Виена, Австрия – 23 януари 1980, Клайн-Пьохларн, Австрия) е австрийски футболист и по-късно треньор. Той е един от най-добрите футболисти в историята на австрийския футбол. Силните му страни са елегантното водене на топката, играта с глава и дългите пасове.